# Surimi
 Der er for få eller ingen kildehenvisninger i denne artikel, hvilket er et problem. Du kan hjælpe ved at angive troværdige kilder til de påstande, som fremføres i artiklen.

Surimi (japansk: すり身) sælges i Danmark og i vesten generelt under navnet crab sticks, crab fish "krab" og lignende. Det bruges i stedet for krabbekød i fx skaldyrssalater og på pizzaer. Det sælges som lyserøde eller orangerøde stave/stykker med et hvidt indre. I udseende, lugt og konsistens minder det meget om fast krabbekød, men det har intet med krabbe eller skaldyr at gøre. 
Det er en fiskepuré som har været igennem en omfattende industriproces med tilsætning af både smagsstoffer, stabilisatorer og farve. Fisken er typisk (lys)sej (Theragra chalcogramma) (Pacific Ocean) eller kulmule.
Produktet er oprindeligt japansk, og den industrialiserede form for surimi blev udviklet i 1960 på Japans Hokkaido Fisheries. 
Det består ifølge de amerikanske fødevaremyndigheder (USDA) af 76 % vand, 15 % protein, 6,8 % kulhydrat, 0,9 % fedt heraf 0,03 % kolesterol. 
Under produktionen udvaskes fiskekødet fra de hvide, fedtfattige fisk, så al smag forsvinder, og der kun er en blød formbar gelatine tilbage. Herefter tilsættes stivelse, æggehvide, salt, vegetabilsk olie, sorbitol, sukker, soya-protein, stabilisatorer (fx transglutaminase), kunstige smagsstoffer og smagsforstærkere. 
Ud over kulmule og lyssej kan sværdfisk, torsk, og hajkød bruges i produktet. Det er betydeligt billigere end krabbekød og bruges hyppigt. I Asien sælges produktet som det, det er, og bruges som ingrediens i madlavning. Det er blandt hovedingredienserne i japanske fiskekager Kamaboko. 
Surimi er også hovedingrediens i sushi-typen California roll.